# Quíton

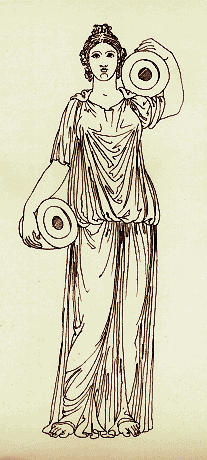
Mulher grega trajando quíton

Quíton (do grego χιτών, khitón) é uma peça de vestuário utilizada na Grécia Antiga. Era uma túnica usada tanto por homens quanto por mulheres. Estendida, era basicamente um retângulo de tecido.
Originalmente, era confeccionada com lã nos períodos mais antigos, sendo fabricada com linho posteriormente. Usava-se tradicionalmente com um cinto à altura da cintura, e era preso sobre os ombros com alfinetes ou broches.
Nos homens, podia cobrir a perna até metade da coxa ou descer até os pés. A primeira forma era geralmente usada no dia-a-dia, e a segunda reservada para momentos mais cerimoniosos. Poderia ser adornada com desenhos geométricos para dias festivos. Podia ser usada com um pálio.
As mulheres a usavam de maneira frouxa. Comumente, fala-se do quíton jônico. Com o surgimento do linho, substituiu-se progressivamente o peplo, um vestido feminino tubular.
A palavra quíton quer dizer "túnica de linho", sendo de fato o tecido mais usado para a sua elaboração. Entretanto, a lã também servia como base têxtil da peça, especialmente em tempos mais antigos.